# Guillermo Graetzer
Guillermo Graetzer (nacido Wilhelm Grätzer en Viena, 5 de septiembre de 1914 - Buenos Aires, 22 de enero de 1993) fue un compositor y pedagogo argentino.
Realizó sus estudios musicales en Berlín con Ernst-Lothar von Knorr y Paul Hindemith, y en Viena, con Paul Amadeus Pisk (alumno de Arnold Schönberg), hasta que en 1939, huyendo del nazismo, emigró a la Argentina.
Ya en Buenos Aires escribió una versión para Sudamérica del Método Orff, dirigió el coro Asociación Amigos de la Música de Buenos Aires, y en 1946 fundó el Collegium Musicum de Buenos Aires, institución de la que se retira completamente en 1976.
Fue maestro de composición, orquestación y dirección de coro en la Universidad Nacional de La Plata, que le otorgó el título de profesor emérito en 1983.
Graetzer editó libros, cancioneros y compuso obras de finalidad educativa, entre otras tareas relacionadas con la docencia.

## Premios y reconocimientos
- Premio de la Asociación Amigos de la Música (1953), por su Concierto de cámara N° 1[2]
- Premio de la Ciudad de Buenos Aires (1957-1958)[2]
- Premio del Círculo de críticos musicales de Buenos Aires (1958)[2]
- Premio “Henryk Wieniawsky” de Polonia (1976)[2]
- Premio “Guido D’Arezzo” de Italia (1980), por su obra Creatio para coro polifónico[2]
- Premio a la Trayectoria Artística del Fondo Nacional de las Artes[2]
- Premio al Educador de antecedentes más relevantes de los diez últimos años, por parte de la Sociedad Argentina de Educación Musical (1971)[2]
- Premio Tribuna Nacional de Compositores (TRINAC) (1980)[2]
- Premio de la Secretaría de Cultura de la Nación (1982)[2]
- Gran Premio de la Sociedad Argentina de Autores y Compositores (SADAIC) (1986)[2]
- Premio Konex - Diploma al Mérito de Música Clásica como Pedagogo (1989)[1]

Como reconocimiento póstumo, la Sociedad Argentina de Autores y Compositores creó el concurso de composición Guillermo Graetzer y la Fundación Konex le asignó el Premio Konex 1999 de Honor de Música Clásica.

## Obras

### Pedagogía musical
- La ejecución de los ornamentos en las obras de Bach, 1958, Ed. Ricordi Americana, ISBN 978-950-22-0270-9.
- Música para niños: guía para la práctica de Orff, 1983, Ed. Ricordi Americana, ISBN 978-950-22-0264-8.
- Introducción al método Orff (Buenos Aires, 1963)
- La música contemporánea: Guía práctica a la composición e improvisación instrumental (Buenos Aires, 1980)

### Música incidental
- 1940 Siete princesas muy desdichadas, (30') Ballet. 2.2.2.2 - 4.2.2.0 - hp - pno - cuerdas. Libreto: Tulio Carella
- 1941 Pequeña leyenda de danza, para dos pianos
- 1942 Jerusalem eterna, Cantata, solistas, coro mixto, coro de niños, guitarra. 1.1.0.0 - 0.0.3.0 - cuerdas
- 1944 Bar Cojbah, Cantata, para Solistas y Orquesta de Cámara.
- 1972 Los rehenes, Coro mixto.Textos: Max Frisch

### Orquesta
- 1939 Concierto para orquesta.
- 1940 Danzas antiguas de la corte española, Suite orquestal.
- 1942 Jerusalem eterna, Cantata para solistas, coro mixto, coro de niños y guitarra.
- 1941 Variaciones y final sobre un tema de Salomone Rossi, 2.2.2 (cor angl).2 (clB) - 4.3.3.1 - hp, cel, cuerdas
- 1942 Danza de la muerte y de la niña, (11') Orquesta de Cámara. 1.2.0.2 - 2.0.0.0 - cuerdas.
- 1942 Danzas populares yugoeslavas, Orquesta de Cámara.
- 1946-47 La Parábola, (10') Orquesta. 2.2.2.2 - 4.3.2.1. - perc - cuerdas.
- 1947 Sinfonietta Nº 1, (12') Orquesta de Cuerdas.
- 1951 Sinfonietta Nº 2 "Sinfonía breve". Orquesta de Cuerdas. 2.2.2.2. -2.2.1.0.- perc - cuerdas
- 1953 Sonata para orquesta de cuerdas"", (15') Orquesta de Cuerdas.
- 1978 Triludium, (12') Orquesta de Cuerdas.
- 1981 Concertino para XIV cuerdas, (11') 14 cuerdas solistas; grupo 1: 6 vl, 1 vla, 1 vc, 1 cb; grupo 2: 2 vln, 2 vla, 1 vc.
- 1978-79 Liberación, (16') Orquesta. 3, picc.2, cor angl.2, clB.2, cfg - 4.3.3.1. - 2 hp - pno - perc - cuerdas. Alquiler : Ricordi Americana
- 1986 Piedras preciosas,(23') Orquesta. 4.2, cor ang.3 clB. saxT.2 - 4.3.3.1. - hp - cel - perc - cuerdas. Alquiler : Ricordi Americana
- 1987 Música para la juventud, 17 estudios orquestales de expresión, estilo y técnica para orquestas juveniles",  Orquesta de Cámara. - perc ad lib.

### Orquesta con solistas y/o coro
- 1938 "Salmo 44, Solistas, Coro, Orquesta de Cuerdas, timbales
- 1952-53 Concierto para fagot y orquesta, (25') fg - 1.1.1, clB.0 - 0.2.1.0 - perc - cuerdas. Alquiler : Melos Argentina
- 1953 Concierto de cámara Nº1, (22') Clarinete, 2 Violas y 2 Violonchelos Solistas, Percusión y Orquesta de Cuerdas. Alquiler : Melos Argentina
- 1954-55 "Los burgueses de Calais", "a los mártires de todos los tiempos" Coro masculino y Orquesta.3.2, cor ang.2, clB.3 - 6.3.3.1 - hp - pno - cel - timp - perc - cuerdas. Alquiler : Melos Argentina
- 1955-57 "Concierto para Violoncello y orquesta" Vc - 2, picc.2, cor ang.2, clB.2 - 2.1.1.0 - hp - cel - perc - cuerdas.
- 1971 "Elogio al canto" Cantata, Coro mixto, Coro de niños, Solistas y Orquesta.
- 1977 "Santa es la tierra del Mayab" Cantata, Solistas, Coro mixto y Orquesta. Textos: Antonio Mediz Bolio.
- 1988 "Concierto de cámara Nº 2" (18') Oboe, 2 Violines, Viola, Violonchelo y Cémbalo Solistas y Orquesta de Cuerdas (5.2.1.1). Alquiler : Melos Argentina
- 1992 "... Y el avión de la Panamerican vuela sobre la pirámide. . ." (33') Recitante y Orquesta de Cámara. Textos: Poemas de Ernesto Cardenal.
- 1989 La creación según el "Pop wuj maya, Oratorium-ballett, Solistas, Recitante, Coro mixto, Orquesta y Bailarines. 4.2.cor ingl, 3.3, clB. 3 sax. cfg - 6.4.3.2 - 2 pno - hp - perc - vlas, cbs, cinta magnética.

### Música de cámara
- 1937 Sonatina, Flauta dulce y Piano.
- 1941 Cuarteto de cuerdas en un movimiento, (16') Cuarteto de cuerdas.
- 1941 Adagio, Violín y Piano.
- 1943-45 Divertimento, Flauta, Oboe, Clarinete, Fagot, Corno.
- 1945 Grave, (5') Violín solo.
- 1948-51 Trio, 1948-51, Violín, Viola y Violonchelo.
- 1955 Variaciones y final, 2 Pianos.
- 1956 Duo Flauta y Clarinete.
- 1974 Penélope, 1974, Quinteto de Flautas dulces
- 1976Sestina, 1976, (10') Violín y Piano. EAC
- 1978Tankas, 1978, (10') Canto (mezzo), Clarinete, Violín, Violonchelo y Piano. Poemas de Jorge Luis Borges.
- 1982Epitafio para J. J. Castro, 1982, (9') Clarinete y Piano.CD Clarinet Fantasy MP3
- 1983Quinteto, 1983, Flauta, Clarinete, Violín, Violonchelo y Piano.
- 1986-87Cuarteto para cuerdas Nº 2, 1986-87 (11')

### Piano
- Variaciones fáciles, 1936.
- Sonata en si bemol, 1936.
- Dos piezas, 1937-38.
- Tres toccatas, 1937-38.
- Dos baladas, 1943.
- 5 bagatelas, 1943.
- Sonatina, 1945.
- Rondó para niños, 1947.
- Para Susana, 1950.

### Órgano
- Fantasía, variaciones y final, 1945-46.
- Cuatro invenciones para órgano, 1975-80.
- Piedras preciosas, 1980

### Canto y piano
- "Primer cuaderno de Lieder", 1935-37. Textos: H. Hesse, R. M. Rilke, Klabund, Hans Bethge.
- "Segundo cuaderno de Lieder", 1939-40. Textos: Hans Bethge, Peter Wille, Nietzsche, Rilke.
- "25 canciones hebreas", 1940. Ricordi Americana..

### Coro a capela
- "Vöglein Schwermut", 1936, Ed. Barry Coro mixto, 5 voces. texto: C. H. Morgenstern
- "Dos coros sobre textos bíblicos", 1943, Coro mixto, 4 Voces.
- "Dios mio", (Psalmo XLII/6) 1943, Coro femenino, 3 Voces.Texto: Hans Denk.
- "Amarás a tu prójimo", 1945, Coro mixto, 4 Voces.
- "Anah Adonai", 1946, Coro mixto, 4 Voces.
- "Ein Traum ist unser Leben", 1950, Ed. Barry. Coro mixto, 4 Voces. Texto: Hebbel
- "De la Sabiduría", 1957, Coro mixto, 4 Voces. Texto: Job. 28
- "Preámbulo para el Popol Vuh de los mayas", 1962-63, Coro mixto, 8 Voces.
- "Tres coros sobre rimas tradicionales", 1964, Ed. Barry Para voces infantiles o femeninas.
- "Cosa y cosa ¿que será?", Ciclo de coros infantiles basados en adivinanzas. 1964, Coro de niños.Ricordi Americana.
- "El todo interno", 1964, 4 Coros à capella.Textos: Juan Ramón Jiménez.
- "Huésped de las tinieblas", 1970-71, Solistas, Coro mixto, 7 Voces. Textos: Rafael Alberti
- "Dos coros", 1971. Coro mixto. Textos: Juana de Ibarbourou.
- "Quodlibet de canciones infantiles argentinas", 1974, Coro de niños. 1982, Coro mixto. EAC
- "16 canciones para coro de niños con o sin instrumentos", 1975 Coro de niños.
- "Tres coros sobre poesías africanas", 1979, Coro mixto.Textos: Ch. Basset, Leopold S. Senghor.
- "Creatio", 1980, Coro mixto. Textos: Ovidius

### Coro con acompañamiento
- "Tres cantos de la eternidad", 1953, Cuarteto y Piano o Coro mixto y Piano.Textos: Nietzsche, Adolf d. Weiss, Hebbel.
- "De sol a sol", 1967, Coro y Guitarra. Textos: R.Alberti, García Lorca, J. R. Jiménez y anónimos.

### Orquestaciones
- J. S. Bach: "El arte de la fuga", Orquesta, 1950. Alquiler : Ricordi Americana

- J. S. Bach: "El arte de la fuga, Orquesta de cámara", 1985. Alquiler : Ricordi Americana

- W. A. Mozart: "Piezas para órgano mecánico", K594, 608, et 616, 1960